# Live in London (албум на Deep Purple)
Live In London е концертен албум на Дийп Пърпъл от 1974 г.

## История
Под натиска на звукозаписните компании, повечето записи на живо на Дийп Пърпъл между 1968 и 1976 г. са направени в чужбина или в радиостанции – Live In London е пример за второто.
BBC записва шоуто на 16 трака, като резултатът е толкова добър, че е взето извънредно решение за удължаване на програмата до 90 минути, вместо обичайните 60. Шоуто е записано в Гомон Стейт, Килбърн на 22 май 1974 г., и излъчено по същата телевизия на 6 юни същата година.
През 1982 година Live In London е ремастериран и издаден през август на стереокасета от звукозаписната компания EMI. Той така и не бива издаден на компактдиск в Европа до 2007 година, когато е пуснат за продажба в двоен диск. В Япония директно е прехвърлен на CD през 1989 година.

## Списък на песните

### CD 1
1. Burn
2. Might Just Take Your Life
3. Lay Down, Stay Down
4. Mistreated
5. Smoke On The Water

### CD 2
1. You Fool No One
2. Space Truckin

## Членове
- Дейвид Ковърдейл, вокал
- Ричи Блекмор, китари
- Иън Пейс, барабани
- Джон Лорд, синтезатор
- Глен Хюз, бас/вокал